# Anna Osvětimská (dcera Vladislava I. Osvětimského)
Anna Osvětimská (před 1320 – po 1353 či po 1354) byla osvětimská princezna. Pocházela z dynastie slezských Piastovců, byla dcerou osvětimského knížete Vladislava I. a jeho manželky Eufroziny Mazovské.

## Manželství a potomci
Anna byla provdána za uherského šlechtice Tomáše Szécsényiho.